# Jarmuta

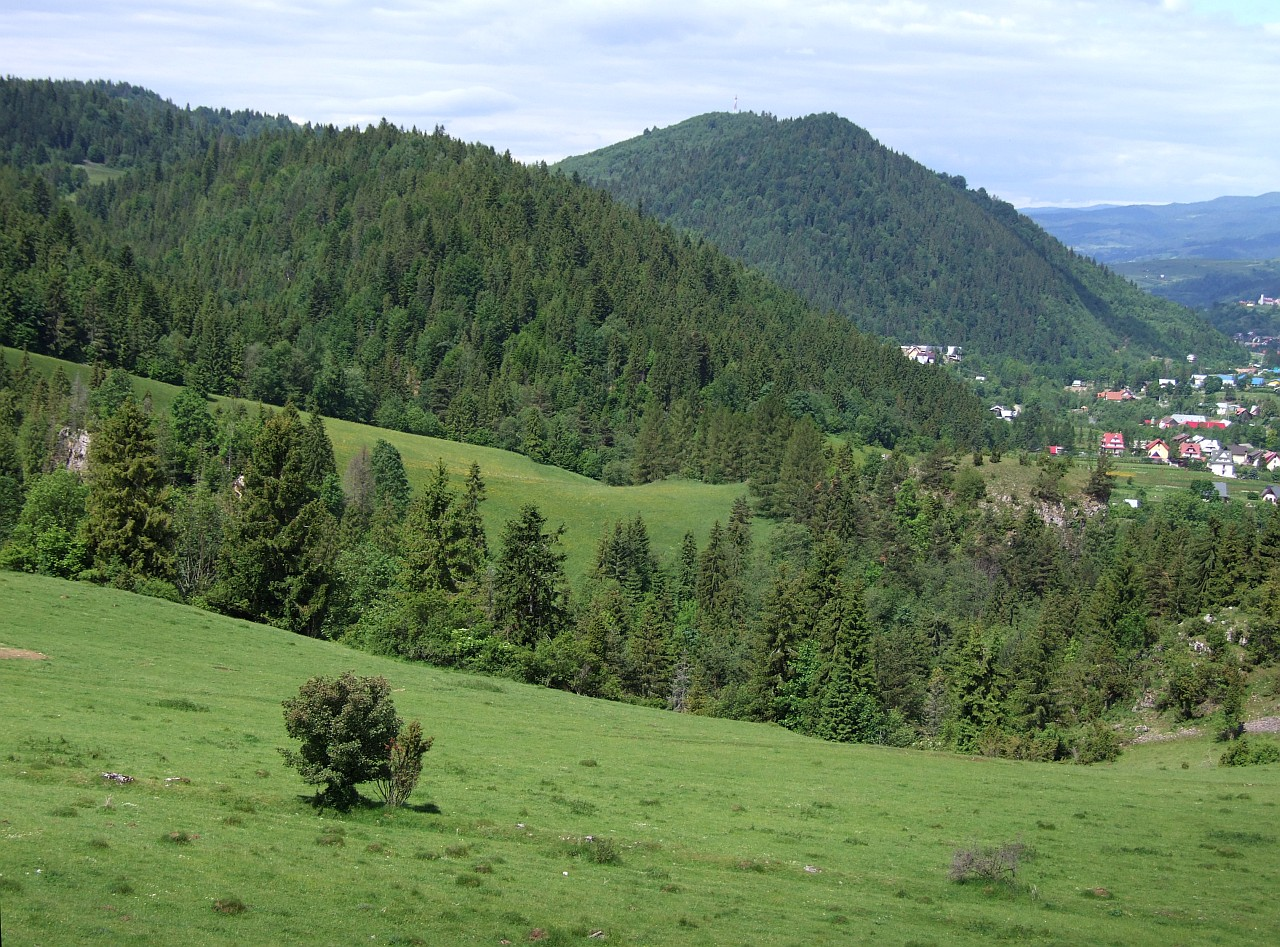
Jarmuta, widok od wschodniej strony

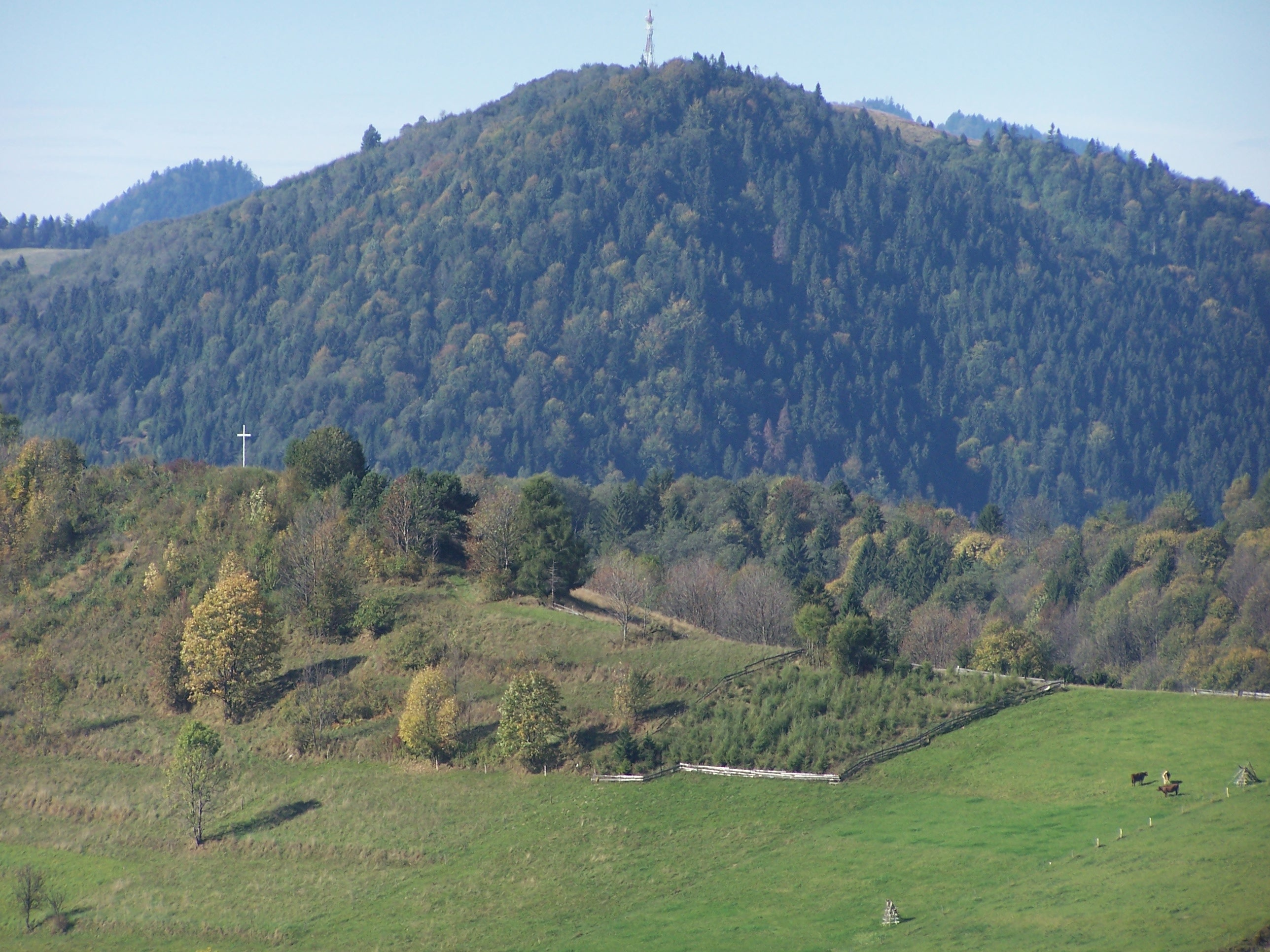

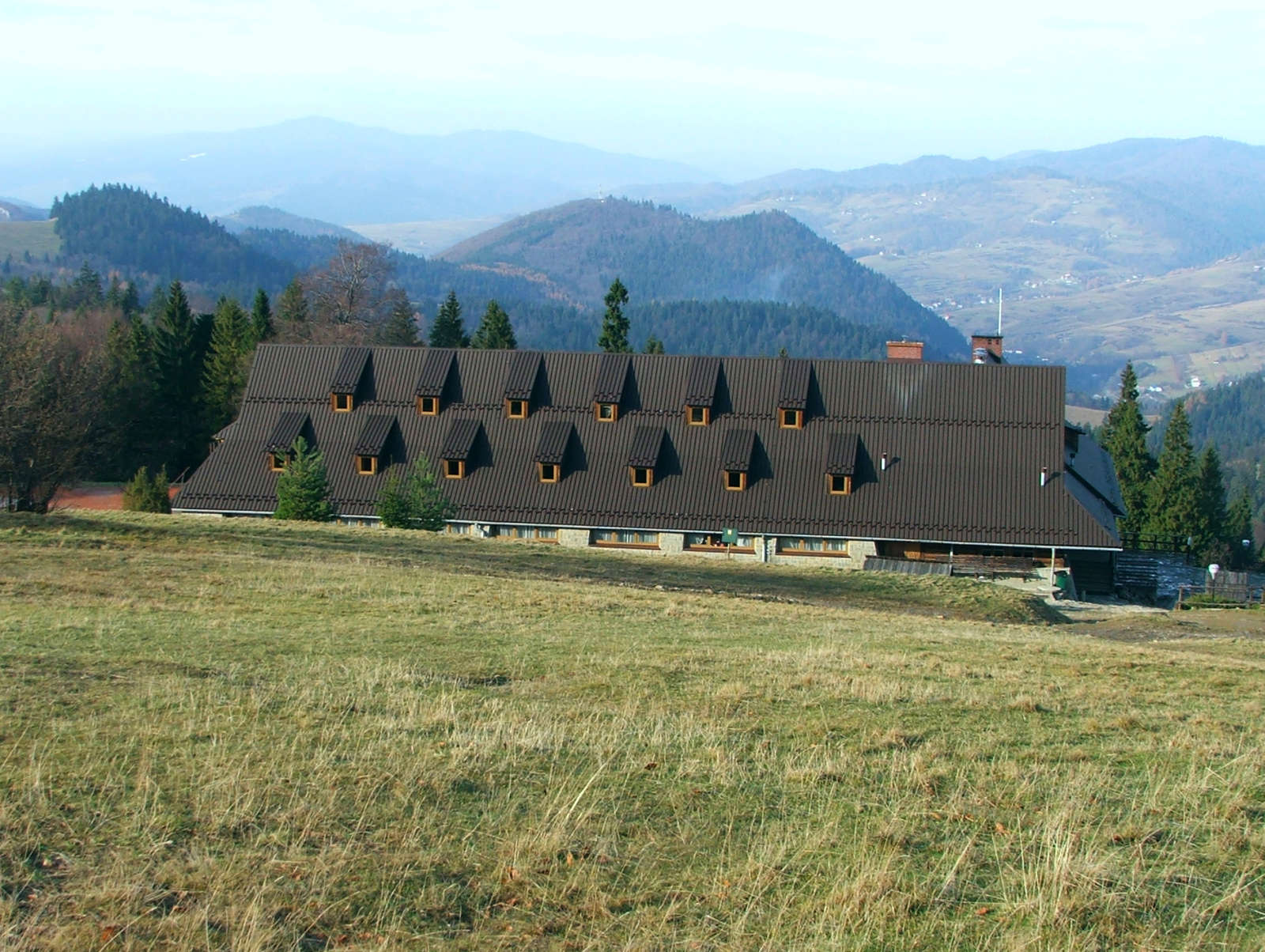
Góra Jarmuta – widok spod zboczy Durbaszki

Jarmuta – masyw górski w Pieninach, położony w gminie Szczawnica, w powiecie nowotarskim, w województwie małopolskim. Jest dobrze wyodrębniony od innych wzniesień i ma dwa szczyty: Jarmuta (794 m) i Czuprana (777 m), oddzielone przełęczą Matwijowa (763 m). Oprócz nich po północno-zachodniej stronie wyróżnia się jeszcze mniejszy szczyt zwany Jarmutką (690 m). Południowo-zachodnie zbocza góry opadają do Doliny pod Jarmutą, którą płynie Klimentowski Potok, południowo-wschodnie do doliny Palkowskiego Potoku, zbocza północno-zachodnie i północne do doliny Grajcarka. Jarmuta leży na północ od głównego grzbietu Małych Pienin, oddzielona od niego Klimontowską Przełęczą (696 m), a jej wierzchołek oddalony jest od najbliższego szczytu w tym grzbiecie – Cyrhle, który jest dla niego zwornikiem i zarazem leży w grzbiecie głównym – o ok. 750 m w prostej linii.
Góra jest niemal całkowicie zalesiona, od strony zachodniej głównie zespołem buczyny karpackiej z niewielką domieszką sosny, na zboczach wschodnich i północnych przeważa świerk. Na południowej stronie, przy Klimontowskiej Przełęczy znajduje się sięgający niemal wierzchołka pas świerkowego lasu, zasadzony na miejscu pogorzeliska. Na szczycie Jarmuty i północnych jego podszczytowych zboczach znajduje się polana Andrzejówka. W zachodnich zboczach Jarmuty znajduje się wcięta w nią głęboko i sięgająca od podnóża aż do wierzchołka kotlina. Przed II wojną światową na północnych zboczach Jarmuty była skocznia narciarska.
Według przekazów na szczycie Jarmuty stać kiedyś miała świątynia pogańska, a nazwa wzniesienia pochodzić ma od rzekomego imienia dawnego bóstwa.
Od 1963 r. na szczycie znajduje się przekaźnik telewizyjny TSR Góra Jarmuta. Polana Andrzejówka wykorzystywana jest też przez paralotniarzy. Przez Jarmutę nie prowadzą szlaki turystyczne, można jednak wejść na nią drogami leśnymi i ścieżkami. Szczyt Jarmuty jest dobrym punktem widokowym, szczególnie na Pasmo Radziejowej w Beskidzie Sądeckim.
W maju 2010 roku w trakcie powodzi na zboczu góry nastąpiło osuwisko ziemi.

## Budowa geologiczna
Masyw Jarmuty budują utwory należące do struktur pienińskiego pasa skałkowego: skałkowa jednostka braniska (łupki, wapienie i radiolaryty wieku jura/kreda) oraz utwory osłony skałkowej jednostki Grajcarka (tzw. formacja jarmucka – piaskowce, zlepieńce i łupki wieku górnokredowego).
Wśród skał budujących Jarmutę na szczególną uwagę zasługuję mioceński andezyt pieniński (amfibolowy i amfibolowo-augitowy). Andezyty występują w formie równoleżnikowo przebiegających intruzji zgodnych (sille). Wydobywane były do lat 70. XX wieku w kamieniołomie Malinów na północnych zboczach Czuprany.
Rejon Jarmuty podlegał kilkukrotnym zaburzeniom tektonicznym. Obszar rozcięty jest szeregiem poprzecznych, południkowo wydłużonych uskoków.

## Sztolnie w Jarmucie
Pierwsze wzmianki dotyczące poszukiwań kruszców (głównie złota i srebra) w tym regionie pochodzą już z XV w. Niemniej jednak najważniejszy dla rozwoju górnictwa był wiek XVIII.
Książę Paweł Karol Sanguszko – ówczesny właściciel dóbr szlachtowskich – sprowadził z Węgier rzeczoznawców, którzy mieli określić najbardziej perspektywiczny obszar wydobycia kruszców. Wybór padł na rejon Jarmuty. W 1732 r. Sanguszko powołał do życia przedsiębiorstwo górniczo-hutnicze, mianując administratorem firmy spiskiego Niemca – Andrzeja Reissingera. Zakupił on odpowiedni sprzęt oraz zatrudnił, oprócz miejscowej ludności, wykwalifikowanych górników ze Spisza. Ponieważ prowadzone prace nie przynosiły spodziewanych korzyści, w 1736 r. Sanguszko zarządził likwidację przedsiębiorstwa. W międzyczasie jednak niemiecki specjalista węgierskiego pochodzenia Andrzej Bittener, wykonał analizy prób kruszców, a na ich podstawie ocenił złoża Jarmuty jako obiecujące. Wyniki analiz i badania terenowe spowodowały ożywienie prac górniczych. Od 1738 r. Bittener oficjalnie objął kierownictwo nad robotami górniczo-hutniczymi na Jarmucie. Sprowadził górników z Saksonii oraz wybudował w Szlachtowej hutę i infrastrukturę dla pracowników. Bittenerowi zależało głównie na zgromadzeniu jak największej ilości rudy i przystąpieniu do wytopu. Niestety piętrzyły się trudności: kłopoty finansowe, konflikty między pracownikami oraz nieprzychylne nastawienie otoczenia księcia Sanguszki. Ostatecznie wytop przeprowadzony w 1739 r. nie powiódł się i działalność przedsiębiorstwa górniczego została wstrzymana. Całą winę za niepowodzenia przypisano Bittenerowi, wysunięto wobec niego wiele zarzutów, m.in. o sfałszowanie analiz prób kruszców. Najprawdopodobniej jednak błąd tkwił w nieprawidłowo przeprowadzonym wytopie (nie dodano właściwych topników).
Niewielkich rozmiarów żyły kruszcowe, stanowiące przedmiot eksploatacji, związane są z występowaniem andezytów. Cenne minerały wytrąciły się z gorących roztworów wodnych pochodzenia magmowego (tzw. roztworów hydrotermalnych), które krążyły w szczelinach na kontakcie intruzji andezytowych i osadowych skał otaczających. Większość minerałów (m.in. galena, chalkopiryt, arsenopiryt, pirotyn, piryt, sfaleryt, srebro i złoto rodzime, limonit, malachit) osiąga wymiary 0,5–1,5 mm.
Prace górnicze prowadzone były w trzech sztolniach: na wschodnich stokach Jarmuty, tzw. Bania w Jarmucie (jako jedyna zachowała się do dziś w dobrym stanie), w wąwozie potoku Pałkowskiego, tzw. Wodna Bania (obecnie częściowo zalana) oraz w wąwozie potoku Sztolnia (obecnie zasypana). Do żadnego z obiektów nie prowadzi szlak turystyczny, a odszukanie ich może przysporzyć trudności.
Bania w Jarmucie składa się z dwóch korytarzy (górny o dł. 67 m i dolny o dł. 35 m) połączonych pionowym szybem. Mają one wysokość ok. 2 m i szerokość ok. 1 m. Ze względu na obecność nietoperzy sztolnia ta została objęta ochroną w 1997 r. jako użytek ekologiczny. Nie jest dostępna dla turystów. Wodna Bania jest również sztolnią dwupoziomową, górny chodnik ma dł. ok. 11 m., dolny – ok. 50 m. W spągu korytarza niższego poziomu znajdują się wypełnione wodą szybiki, prowadzące do hipotetycznego, trzeciego piętra sztolni. Zwiedzanie obiektu jest niebezpieczne.